# کالیتسا
کالیتسا (به بلغاری: Kaleytsa) یک منطقهٔ مسکونی در بلغارستان است که در شهرستان ترویان واقع شده‌است.